# Squatter
Naziv squatter je iz engleskog govornog područja, a podrazumijeva osobu koja se bespravno naseli na tuđem zemljištu. 
Na engleskom jeziku, skvoter (od squat 'squat') odnosi se na ljude koji se naseljavaju na neizgrađenom zemljištu bez pravnog naslova (zauzimanje zemljišta) ili ljude s pravom boravka u zamjenu za pružanje usluga rada. U nekim zemljama postoje i druga tumačenja skvotera, kao što su Australija, Južna Afrika i zemlje u razvoju. Najraniji poznati pokret ove vrste su „diggers”.
Squatteri žive u squatterskim naseljima.